# Alosétron
L'alosétron est un antagoniste 5HT3 utilisé en cas de côlon irritable à prédominance de diarrhées sévères chez des femmes.
Commercialisé par GlaxoSmithKline sous le nom commercial de Lotronex aux États-Unis, il n'est pas commercialisé en France, en Suisse et en Belgique au 17 juillet 2013. 
Aux États-Unis, il a été retiré du marché en 2000 en raison d'une toxicité gastro-intestinale sévère menaçant le pronostic vital, mais a été réintroduit en 2002, avec une disponibilité et une utilisation restreintes.